# カエルノウタ
「カエルノウタ」は、日本の女優で歌手の森七菜のデビューシングル。

## 概要
- 初のフィジカル（CD化）作品であり、岩井俊二の映画『ラストレター』の主題歌を含んだ作品[2][1]。

## 収録曲
1. カエルノウタ [4:17]
作詞：岩井俊二 / 作曲：小林武史
岩井俊二監督の映画『ラストレター』の主題歌[2]。
2. あなたに会えてよかった [4:33]
作詞：小泉今日子 / 作曲・編曲：小林武史
小泉今日子のカバー曲[1]。
3. 返事はいらない [3:36]
作詞・作曲・編曲：荒井由実
荒井由実のカバー曲[1]。
4. カエルノウタ  (Instrumental) [4:16]
5. あなたに会えてよかった  (Instrumental) [4:33]
6. 返事はいらない  (Instrumental) [3:31]